# Битва на скотном дворе
«Битва на скотном дворе» (англ. The Barnyard Battle) — восьмой мультфильм с участием Микки Мауса от Уолта Диснея. Чёрно-белый фильм. Премьера в США — 25 апреля 1929 года.

## Сюжет
Первая мировая война. Комендант Пит ведет кошек на ферму. Микки Маус энергично защищает свою ферму. Микки стреляет из пулемёта, но патроны тут же заканчиваются. Микки берёт клавиши пианино и начинает стрелять ими. Но вдруг к нему подходит Комендант Пит и пытается прикончить мышонка. Микки берёт ружьё, но то оказывается игрушечным. Пит пытается задушить Микки, но он прячется в щель пола. Пит смотрит в щель, в это время Микки приносит мышеловку и та «хватает» хвост Пита. Кот от боли выбегает на улицу, Микки скачет на нём. Но коты начинают преследовать Микки и тот спрятавшись за угол вырубает их молотком. Мыши празднуют победу и поют гимн Конфедерации.

## Награды
Микки Маус получил звезду на аллее славы в Голливуде.